# Церковь Пресвятой Богородицы (Бремен)
Церковь Пресвятой Богородицы в Бремене (Либфрауэнкирхе, нем. Liebfrauenkirche (Bremen)) — протестантская церковь, расположенная к северо-западу от рыночной площади города Бремен — на площади «Unser Lieben Frauen Kirchhof». Вторая, после Бременского собора, самая старая церковь в городе; упоминается в документе от 1139 года как «Marktkirche St. Veit», а в папском письме от 1220 года — как «Sancta Maria Bremensis». Является памятником архитектуры с 1973 года.

## История и описание
Между 1013 и 1029 годом при архиепископе Гамбургско-Бременском Унване в Бремене была построена деревянная рыночная церковь, бывшая предшественницей церкви Пресвятой Богородицы. Она оказалась перестроена, но следов от этого здания не сохранилось. Самая ранняя из сохранившихся постройек церкви Пресвятой Богородицы — южная башня была создана около 1100 года. Предполагают, что первоначально она стояла отдельно от церкви. В первой половине XII века у северной стороне церкви была построена каменная часовня. В XIII веке зал перед храмовой церковью был преобразован. Сильные перестройки церкви Пресвятой Богородицы произошли в XIX и XX веках.